# Státní fotoměřický ústav
Státní fotoměřický ústav (1919 - 1953) byl státní ústav, jehož účelem byla evidence historických a uměleckých památek, pořizování jejich měřické, fotogrammetrické a fotografické dokumentace. Jednalo se o památky na území Československé republiky, případně i v zahraničí, pokud šlo o památky, které přímo souvisely s dějinami českého umění. Cílem ústavu bylo vybudovat archiv dokumentárních fotografií, plánů a odlitků památkových objektů.

## Historie
Ústav byl zřízen ministerstvem školství a národní osvěty ČSR dne 1. ledna 1919 jako Státní ústav pro fotografování, měření a odlévání památek zásluhou historika umění Zdeňka Wirtha.
Při založení ústavu mu byly přiděleny následující čtyři úkoly:
- vytvoření seznamu historických a uměleckých památek na území Československé republiky,
- vytvoření měřické, fotografické a další dokumentace u památek stanovených, ohrožených nebo nově objevených,
- zřízení archivu, ke budou uchovány výsledky činnosti ústavu i dokumentace získané darem nebo koupí,
- zřízení odborné knihovny[1].

Ústav sídlil na několika místech v Praze: Lobkovický palác, prostory v Černé a v Kateřinské ulici. V roce 1933 získal ústav prostory v budově Klementina. Ty ale musel na příkaz okupační správy v roce 1940 opustit. Nejprve nouzově sídlil v Toskánském paláci na Hradčanech. Posléze se přestěhoval do budovy v Karmelitské ulici 13.
Fotogrammetrická činnost ústavu stejně jako odlévání detailů architektury byla pro nedostatek odborného personálního zajištění prováděna jen v minimální míře.
Během druhé světové války v letech 1939 - 1945 se ústav soustředil na dokumentaci památkově cenných staveb a historických měst, ohrožených nálety. Jednalo se o lokality: Kutná Hora, Český Krumlov, Jindřichův Hradec, Pardubice, Plzeň, Kroměříž, Olomouc, Brno. Dále proběhla dokumentace památek: hrad Karlštejn (manželé Miroslav Chalupníček a Věra Chalupníčková), Klášter Porta coeli v Předklášteří, Kostel svatého Mikuláše v Lounech. Dále byly dokumentovány fondy knihoven v Praze, Olomouci, v klášteře Nová Říše a arcibiskupská galerie v Kroměříži.
Po roce 1945 se ústav věnoval především dokumentaci nově vzniklých městských památkových rezervací (30 lokalit) a tzv. památek 1. kategorie (celkem 115 objektů).
V roce 1953 byl Státní fotoměřický ústav spolu se Správou státního kulturního majetku a Státním památkovým ústavem sloučen do Státní památkové správy. Od roku 1958 byl začleněn jako dokumentační útvar do Státního ústavu památkové péče a ochrany přírody v Praze.

### Dokumentace v zahraničí
Na základě Saintgermainské smlouvy (článek 196) prováděl Antonín Friedl dokumentaci v zahraničních institucích, jako byly:
- Národní knihovna ve Vídni
- knihovna Kláštera Zwettl
- vatikánské sbírky

a dále v knihovnách v Berlíně, Vratislavi, Paříži a Stockholmu.

## Fotografický archiv
Fotografický archiv obsahoval v roce 1939 celkem 20 500 negativů. V roce 1953 již evidoval 57 500 negativů.

## Dary a odkazy
Archiv Státního fotoměřického ústavu obsahoval odkazy a dary významných osobností:
- Antonín Podlaha
- Rudolf Kuchynka
- Karel Boromejský Mádl
- Karel Chytil
- Oskar Pollak
- Josef Schulz
- Kamil Hilbert
- Ludvík Lábler
- Jan Koula
- František Dvořák
- Zdeněk Wirth

### Fotografové a sběratelé fotografií
- Bohumil Vavroušek
- Karel Ferdinand Bellmann
- Jindřich Eckert
- František Duras
- Jan Štenc
- Rudolf Bruner-Dvořák
- Zikmund Reach

## Ediční činnost
Ústav vydával časopis Zprávy památkové péče, monografie a popularizační brožury pro veřejnost.

## Osobnosti, které působily v ústavu
- Karel Chotek - etnograf
- Antonín Friedl - historik umění
- Karel Plicka - fotograf
- Emanuel Poche - historik umění
- Zdeněk Wirth - historik umění
- Alois Masák - architekt, autor dokumentace nástěnných maleb v kostele sv. Prokopa v Krupce (1921, malby byly v roce 1939 zničeny požárem), Staronová synagoga (1922-1923), rotunda svatého Jiří na Řípu
- František Xaver Margold se podílel v letech 1933 - 1944 na obnově Karolina
- Ema Charvátová - Sedláčková - historička umění, památkářka